# Krasimir Koczew
Krasimir Simeonow Koczew (bg. Красимир Симеонов Кочев; ur. 4 maja 1974, zm. 23 stycznia 2025) – bułgarski zapaśnik walczący w stylu wolnym. Dwukrotny olimpijczyk. Dwunasty w Sydney 2000 i siedemnasty w Atenach 2004. Startował w kategoriach 96–130 kg.
Dziesięciokrotny uczestnik mistrzostw świata, dwukrotny medalista, srebro w 2001.
Trzeci na mistrzostwach Europy w 2005 roku.
- Turniej w Sydney 2000 – 130 kg

Pokonał Dolgorsürengijna Sumjaabadzara z Mongolii i przegrał z Alexisem Rodríguezem z Kuby i odpadł z turnieju.
- Turniej w Atenach 2004 – 96 kg

Przegrał obie walki, kolejno z Aleksiejem Krupniakowem z Kirgistanu i Magomiedem Ibragimowem z Uzbekistanu.